# 미스터 로봇
《미스터 로봇》(영어: Mr. Robot)는 샘 에스마일이 제작하고 USA 네트워크로 방송된 스릴러 드라마이다. 라미 말렉이 컴퓨터 보안 전문가 및 해커 주인공 엘리엇 앨더슨을 연기한다. 앨더슨이 반란적 아나키즘 지도자 '미스터 로봇'(크리스천 슬레이터 분)에게 채용돼 핵티비즘 단체에 참여하면서 복합기업 E Corp의 부채기록을 말살하는 것을 목표로 활동하는 이야기를 다룬다.
2015년 6월 24일에 파일럿이 주문형 비디오를 통해 처음 공개됐다. 이후 첫 시즌이 2015년 6월 24일에 시작됐으며 시즌 2는 2016년 7월 13일, 시즌 3는 2017년 10월 11일, 시즌 4는 2019년 10월 6일에 시작했다. 네 시즌으로 총 45화가 제작돼 2019년 12월 22일 종영했다.
《미스터 로봇》은 말렉과 슬레이터의 연기, 이야기, 시각적 효과와 맥 퀘일의 음악으로 전폭적인 호평을 받았다. 골든 글로브상 두 종목, 프라임타임 에미상 세 종목, 피버디상 한 종목 등 수많은 수상기록을 세웠다.